# Vrouwenoproer van Culemborg
Het Vrouwenoproer van Culemborg was een rel in mei 1650, die in gang werd gezet door vrouwen in de Gelderse stad Culemborg.

## Voorgeschiedenis
De oorzaak van de rel lag in het feit dat molenaars te veel maalloon uit de zakken schepten. Daar werd over geklaagd, waarop men bepaalde dat er een molenkar zou gaan rijden die de zakken meel voor en na  het malen moest gaan wegen. Er zou nu aan iedereen een eerlijk loon worden betaald. Voor het thuisbezorgen van het meel zou dan nog een stuiver per schepel moeten worden betaald. Het feit dat er door de molenaars ook nog een stuiver per schepel stuifmeel werd gerekend veroorzaakte de echte rel.

## Oproer
Op 2 mei 1650 waren de eerste relletjes. Ondanks de herhaling van de verordening van de magistraat dat de molenkar moest worden gebruikt, ging het toch weer fout en kwamen er later weer rellen. Deze liepen uit de hand toen één van de vrouwen werd opgepakt en gevangen werd gezet op het stadhuis. Als protest verzamelde zich een groep vrouwen die naar het stadhuis liepen, met een blauwe doek om een stok als vaandel en slaande op hun ketels, die zo als trom werden gebruikt. De deuren van het stadhuis waren gesloten en de oproerkraaiers gooiden de ruiten in. Luyt Wortel – de belangrijkste leider van de relschoppers – werd verdacht van dit feit, maar dat werd later door haarzelf ontkend.
In augustus 1650 gaf George Frederik van Waldeck-Pyrmont – graaf van de heerlijkheid Culemborg – de opdracht om de aanvoerders van dit oproer op te pakken en te berechten. Deze opstandelingen werden in eerste instantie ter dood veroordeeld of levenslang verbannen uit Culemborg. Onder druk van enkele hooggeplaatste figuren kwam de graaf hier echter op terug en werden ze slechts publiekelijk gegeseld.